# أحمد زروق (فقيه)
أبو الفضل شهاب الدين أبو العباس سيدي أحمد بن سيدي أحمد بن سيدي محمد الخضار بن  سيدي عيسى البرنسي  الفاسي المعروف بـزرّوق (846 - 899 هـ) الفقيه و المتصوف المعروف صاحب الشروحات المعتمدة عند المالكية ، ومن أهم من اعتنى بجانب التربية والسلوك في الكتابات الإسلامية. وتذكر العديد من المصادر أنّ الزروق قام بحركة تصحيحية لمسيرة التصوف التي كانت حصيلة سنوات من التعلم والسفر بين الحواضر العلمية في العالم الإسلامي والتي اعتبر العديد من المؤرخين أنها أظهرت التصوف كمنهج حياة متكامل وفق الكتاب والسنة.

## حياته
ولد بإقليم تازة قرب مدينة فاس على أصح الروايات سنة 846 هـ، مات أبوه وهو رضيع فنشأ يتيماً وتولى جده لأمه تربيته، وكانت أمه تُعرف بالزهد والتقوى والصلاح. "زرّوق" هو لقب جده الذي كان بعينه زرقة، فقالوا: زرّوق ومن ثم أطلقت على ذريته من بعده.
كان مالكي المذهب حيث قرأ رسالة ابن أبي زيد القيرواني في فقه المالكية على الشيخ عبد الله الفخار وعلى السبطي بحثاً وتحقيقاً، وكان محباً للتصوف فأخذ الطريقة على يد الشيخ المسلِّك عبد الله المكي وأخذ عن محمد بن القاسم القوري وغيره. وتوفي بمدينة مصراتة (غرب ليبيا) سنة 899 هـ.

## شيوخه
أخذ عن الشيخ يحي العيدلي والشيخ أبي عبد الله الفخار والقوري والزرهوني والمجاصي وعبد الرحمن المجدولي والسنهوري، والحافظين الدميري والسخاوي والرصاع والأخضر وإبراهيم المازني والمشدالي وابن المهدي المواسي والشيخ أحمد بن عقبة الحضرمي والشيخ الشهاب الأفشيطي وغيرهم كثيرون من علماء المغرب وتونس ومصر.

## سفره إلى مصر
رحل زروق إلى مصر قادما من بجاية حيث أسس زاوية سيدي أحمد الزروق البرنسي في أواخر عام 1479 م الموافق لعام 884 هـ، والتقى في القاهرة مع الشيخ أبي العباس الحضرمي وأخذ عنه الطريقة وصار شيخه في السلوك وانتسب إليه ولازمه.
واشتغل في مصر بعلوم اللغة العربية وأصول الفقه فدرس على الجوجري وغيره من العلماء، وقرأ بلوغ المرام ودرس علم الاصطلاح على الحافظ السخاوي وتأثر به.
وكانت له شهرة كبيرة في أرض مصر فكان يدرس في الجامع الأزهر وكان يحضر درسه ما يزيد على 6 آلاف مستمع. وتولى إمامة المالكية وصار المرجع في المذهب وانتفع على يديه خلق كثير.

## أثره ومكانته
يعتبر الشيخ زرّوق من أهم مراجع علماء المالكية وتكاد لا تخلو أغلب المصنفات في الفقه المالكي من ذكر فتاواه واجتهاداته وشروحاته، كما أن الشيخ زرّوق من أهم من نظّر واعتنى بالتصوف، واجتهد في إبراز كون التصوف من تعاليم الإسلام المهمة، لما يحمله من معاني الإحسان والتزكية، وكان لا يلتفت إلى غلاة المتصوفة ولا يقرّهم على بدعهم وتجاوزاتهم، واتجه إلى تبيين التصوف الحقيقي الّذي أقره علماء السلف مثل الأئمة مالك والشافعي وأحمد بن حنبل.
أسس مركزا إسلاميا في مصراتة بعد أن اختارها ليستقر بها سنة 886 هجرية الموافق 1448 م وعرف المركز باسم زاوية سيدي أحمد زروق البرنسي، وكان لهذا أثر كبير على الحياة العلمية والاجتماعية والتربوية على صعيد العالم الإسلامي.
وللشيخ أحمد زرّوق مخطوطات كثيرة في مختلف مكتبات العالم يرجع إليها الباحثون في شتى مجالات علوم الشريعة والتصوف.

## أقوال العلماء فيه
- قال عبد الرؤوف المناوي عنه: "عابد من بحر الغيب يغترف وعالم بالولاية يتصف تحلى بعقود القناعة والعفاف وبرع في معرفة الفقه والتصوف والأصول والخلاف. خطبته الدنيا فخاطب سواها وعرضت عليه المناصب فردها وأباها".
- وقال المناوي: "كان سريع الحفظ دائم الإطراق كثير التأدب مع من تقدمه في السن محافظاً على الامتثال".
- وقال عنه الشيخ الخروبي: "أن الشيخ لم تفته صلاة الجماعة أربعين سنة".

## معاصروه
جمعته مع الشيخ عبد الواحد الدكالي مودّة كبيرة وصحبة، فقد كانا رفيقين في مصر وعلى تواصل دائم في ليبيا كما أن الشيخ زرّوق التقى بالشيخ عبد السلام الأسمر وهو صبي ولمس أنّ للشيخ الأسمر مستقبلا واعدا في العلم والدعوة.

## تلاميذه
- شمس الدين اللقاني
- ناصر الدين اللقاني
- الحطاب الكبير
- الخروبي الصغير
- إبراهيم الزرهوني
- عبد العزيز القسنطيني[1]

## مكتبة أحمد زروق

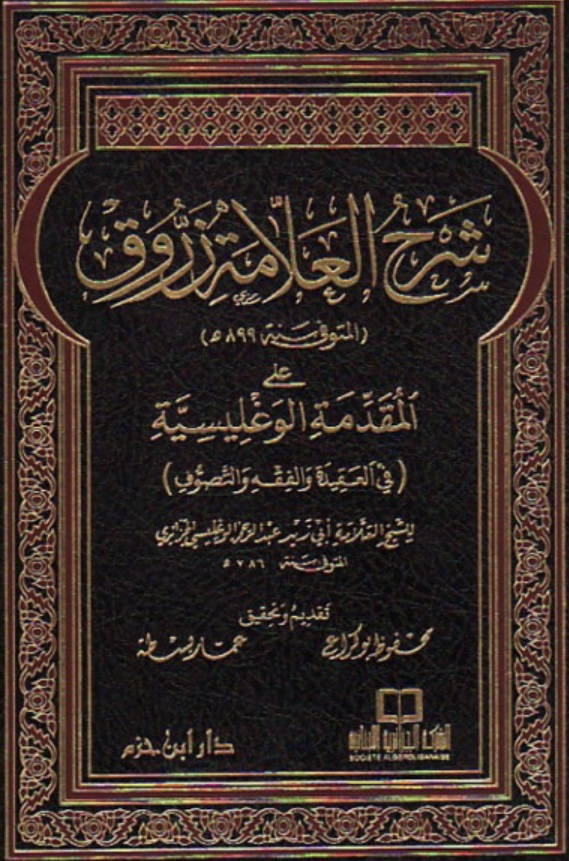
شرح الوغليسية

تعدّ مكتبة الشيخ أحمد زروق عريقة بقدر عراقة الزاوية التي أسسها في مدينة مصراتة بليبيا، فهما مرتبطتان في الزمان والمكان والمؤسس، وحال كونها تأسست قبل قرابة 560 عاما فهي تعدّ كذلك من أقدم المكتبات في المنطقة، وتحظى المكتبة باهتمام دولي حيث يرتادها الباحثون من دول عدة وهي كذلك على تواصل مع مراكز علمية خارج ليبيا، وفيما يلي قائمة ببعض محتويات المكتبة من كتب ومخطوطات ذات قيمة عالية:
- شرح الوغليسية
- صور المراتب وتكميل المراغب
- فتح المواهب وكنز المطالب
- جواهر الإكليل في نظم مختصر خليل
- عدة المريد الصادق
- الوظيفة الزرّوقية
- شرح حكم ابن عطاء الله السكندري
- ولله الأسماء الحسنى فادعوه بها

وفيما يلي عرض لبعض المخطوطات:
- مناسك الحج في الفقه
- شرح القطابية في الفقه
- شرح الدقائق والحقائق للتلمساني
- تعليق على البخاري
- تعليق على مسلم
- شرح مختصر خليل
- البدع والحوادث
- علم مصطلح الحديث

## مؤلفاته
من مؤلفات أحمد زروق:
- الجنة للمعتصم من البدع بالسنّة[6]
- تفسير القرآن العظيم
- شرح رسالة أبي زيد القيرواني[7]
- ثلاثة شروح على متن القرطبية
- ستة وثلاثون شرحاً على الحكم العطائية (لابن عطاء الله السكندري)
- شرح لكتاب دلائل الخيرات
- النصيحة الكافية لمن خصّه الله بالعافية
- قواعد التصوف على وجه يجمع بين الشريعة والحقيقة ويصل الأصول والفقه بالطريقة[8]
- العقائد الخمس
- شرح حزب البحر للإمام الشاذلي
- شرح كتاب صدور الترتيب
- شرح أسماء الله الحسنى، المسمى المقصد الاسما

## مقالات ذات صلة
- زاوية سيدي أحمد زروق البرنسي
- يحي العيدلي
- عبد الواحد الدكالي
- عبد السلام الأسمر
- عبد الواحد بن عاشر
- عبد الرحمن العارف الفاسي
- منصور أبو زبيدة
- محمد كامل بن مصطفى
- علي أمين سيالة
- مصطفى التريكي
- مدرسة عثمان باشا

## وصلات خارجية
- أرض الحضارات: العلماء العرب والمسلمون / أحمد زروق
- كتاب النصيحة الكافية للشيخ أحمد زرّوق
- كتاب قواعد التصوّف للشيخ أحمد زرّوق